# دیوید استوری
دیوید استوری (انگلیسی: David Storey؛ ۱۳ ژوئیهٔ ۱۹۳۳ – ۲۷ مارس ۲۰۱۷) رمان‌نویس اهل بریتانیا بود.
از فیلم‌ها یا برنامه‌های تلویزیونی که وی در آن نقش داشته‌است می‌توان به این زندگی ورزشی اشاره کرد. وی همچنین برندهٔ جوایزی همچون جایزه یادبود جفری فیبر و جایزه ادبی من بوکر شده‌است.